# Kaba (vattendrag i Guinea)
Kaba är ett vattendrag i Guinea. Det ligger i den sydvästra delen av landet, 90 km sydost om huvudstaden Conakry.